# Bernard Villemot
Pour les articles homonymes, voir Villemot.
Bernard Villemot, né le 20 septembre 1911 à Trouville-sur-Mer (Calvados) et mort le 8 juillet 1989 à Paris, est un affichiste français connu pour ses affiches engagées comme La Croix Rouge et ses affiches pour Orangina.

## Biographie
Il est le fils du dessinateur et humoriste Jean Villemot. Après des études à l'Académie Julian, il s'inscrit à l'école Paul Colin dans les années 1932-1934.
Sa première affiche date de 1933, affiche pour le Commissariat général à l'Éducation dirigé par Jean Borotra. Il réalise plusieurs affiches pour le régime de Vichy à la gloire de celui qui était le maréchal Pétain. Dans les années d'après-guerre, en 1945-1946, il réalise de nombreuses affiches pour la Croix Rouge, les Journées des Forces françaises libres, ainsi que pour l'Entraide française.
Tout en continuant de travailler pour les pouvoirs publics, il réalise en 1947-1948 ses premières affiches commerciales, notamment pour Air France, grâce aux Frères Baille qui viennent de créer leur agence de publicité. En 1949, il partage une exposition avec Raymond Savignac à la Galerie des Beaux-Arts. En 1956, il est demandé par la compagnie de transport aérien Air France et dirigé par Jean Carlu de saisir l'esprit de l'Inde.
Il collabore avec Jean Laurance, chef de publicité de Gaumont, UGC et Pathé, en réalisant des affiches de cinéma : Nous sommes tous des assassins de Cayatte, puis La Tête contre les murs de Franju en 1959. S'ensuivra une collaboration complice et longue avec Jean Davray pour la marque Orangina. Il crée une image-symbole qui deviendra le logo de la marque universellement reconnue.
L'année 1965 est marquée par le début de sa collaboration avec les Chaussures Bally et pour Perrier. À propos des affiches Perrier, il se dit influencé par ses maîtres Paul Colin, Leonetto Cappiello et Cassandre. Il devient professeur à l'École supérieure des arts décoratifs et président de l'Alliance graphique.
Dans les années 1970-1980, il sera, tout comme Savignac, rejeté par le milieu publicitaire.
« Nous autres affichistes, nous avons été obligés de prendre le maquis. Le pays était occupé par les armées du marketing. »
Sa ville natale, Trouville-sur-Mer, lui a consacré une exposition rétrospective en 1977. Une autre exposition rétrospective a eu lieu en 1982 à la Bibliothèque nationale de France (BNF) à Paris. Une troisième exposition s'est tenue à la bibliothèque Forney, à Paris, du 18 septembre 2012 au 5 janvier 2013.

## Œuvre
Les œuvres de Bernard Villemot se caractérisent par un dessin épuré, qui privilégie une lecture immédiate. Il utilise surtout des coloris chauds qui accompagnent un message positif sur l'entreprise qui commande l'affiche. La campagne publicitaire pour EDF est typique de cette démarche : l'affiche représente un homme sous une douche d'étincelles et glorifie ainsi l'électricité.
Bernard Villemot est l'un des derniers artisans de l'affiche publicitaire à résister à l'apparition de la publicité marketing, qui privilégie l'efficacité au détriment du travail artistique. Les éléments publicitaires en eux-mêmes, que ce soit une bouteille Perrier ou Orangina.

### Liste des œuvres
- Continuité de la Marine, 1948
- Quand les parents boivent, 1957
- Gitanes, 1958
- Menthe Get, 1964
- Emprunt, 1964
- Air France, 1967
- SNCF - Visitez la Côte d'Azur, 1968[4]
- Pathé-Marconi, 1970
- SNCF - Une nuit en voiture-lit (sic), 1973[5]
- Bally, 1974
- Bergasol, 1976
- Perrier, 1976
- Orangina, plus de 25 créations en 35 ans

### Affiches de cinéma
- 1953 : Nous sommes tous des assassins, d'André Cayatte